# (1786) Raahe
(1786) Raahe es un asteroide perteneciente al cinturón de asteroides descubierto el 9 de octubre de 1948 por Heikki A. Alikoski desde el observatorio de Iso-Heikkilä en Turku, Finlandia.
Está nombrado por Raahe, una ciudad de Finlandia.